# Richtlinie 2008/50/EG über Luftqualität und saubere Luft für Europa
In den Staaten der Europäischen Union existiert ein einheitliches Recht zur Beurteilung und Kontrolle der Luftqualität. Grundlage bildet die Richtlinie 2008/50/EG des Europäischen Parlaments und des Rates vom 21. Mai 2008 über Luftqualität und saubere Luft für Europa, umgangssprachlich auch Luftqualitätsrichtlinie genannt, die am 11. Juni 2008 in Kraft getreten ist. Mit Wirkung zum 11. Juni 2010 trat sie an die Stelle der bisherigen Luftqualitätsrahmenrichtlinie (Richtlinie 96/62/EG des Rates vom 27. September 1996 über die Beurteilung und die Kontrolle der Luftqualität), dreier seither erlassener „Tochterrichtlinien“ (Richtlinien 1999/30/EG, 2000/69/EG und 2002/3/EG) sowie der Entscheidung des Rates (97/101/EG) zur Schaffung eines Austausches von Informationen und Daten aus den Netzen und Einzelstationen zur Messung der Luftverschmutzung in den Mitgliedstaaten der Europäischen Union. Das für 2020 angestrebte Ziel ist, die Luftverschmutzung so weit zu vermindern, dass von ihr keine inakzeptablen Auswirkungen für Mensch und Umwelt mehr ausgehen.

## Bisher geltendes EU-Recht
Schon die bisherige Luftqualitätsrahmenrichtlinie enthielt neben festen Grenzwerten auch Vorgaben zu einem differenzierteren Vorgehen. In den Tochterrichtlinien wurden für bestimmte Luftschadstoffe, nämlich Schwefeldioxid (SO2), Stickstoffdioxid (NO2), Stickstoffoxide (NOx), Feinstaub mit einer Partikelgröße bis 10 µm (PM10), Blei, Benzol, Kohlenmonoxid und Ozon Grenzwerte festgelegt.
Die bisherige Luftqualitätsrahmenrichtlinie zielte mit ihren Tochterrichtlinien auf eine gebietsbezogene Luftreinhaltung ab, differenziert also nicht nach den Verursachern der Luftverschmutzung. Die Umsetzung der erforderlichen Maßnahmen zur Verbesserung der Luftqualität konnte daher alle maßgeblichen Verursacher (z. B. Industrie, Gewerbe, Landwirtschaft, Haushalte und Verkehr) einbeziehen.
Während im bisherigen Immissionsschutzrecht nur Wirkungen am Menschen (Humantoxikologie) berücksichtigt wurden, wurden charakteristische Werte zum Schutz des Ökosystems (Ökotoxikologie) hinzugefügt.
Für den Übergangszeitraum bis 2005 wurden in den bislang geltenden Richtlinien für die neuen Grenzwerte Toleranzbereiche festgelegt, die sich jedes Jahr verringern und das Einhalten der Grenzwerte zu den verbindlichen Zeitpunkten sicherstellen sollen (2005 bis 2010). Bei Überschreitungen der Toleranzbereiche im Übergangszeitraum wurde die Aufstellung von Luftreinhalteplänen zur Schadstoffminderung verpflichtend.

### Deutschland
In Deutschland waren die bislang geltenden EG-Richtlinien im Wesentlichen durch mehrere Änderungen des Bundes-Immissionsschutzgesetzes sowie die 22. und 33. Bundes-Immissionsschutzverordnung – Verordnung über Immissionswerte für Schadstoffe in der Luft (22. BImSchV) sowie die Verordnung zur Verminderung von Sommersmog, Versauerung und Nährstoffeinträgen (33. BImSchV) – umgesetzt worden. Diese Verordnungen wurden 2010 in die Verordnung über Luftqualitätsstandards und Emissionshöchstmengen (39. BImschV) übernommen.
In der Praxis führten die Regelungen dazu, dass für viele Städte Luftreinhalte- und Aktionspläne aufgestellt wurden, die insbesondere den Straßenverkehr einbezogen.

## Inhalte der Richtlinie 2008/50/EG
Die Luftqualitätsrichtlinie 2008 fasst die bisherigen Regelungen im Wesentlichen inhaltlich zusammen. Insbesondere die bisher geltenden Grenzwerte gelten fort. Zu den bedeutsamsten Änderungen gehört, dass nun auch Ziel- und Grenzwerte für Feinstaub mit einer Partikelgröße bis 2,5 µm (PM2,5) festgelegt werden. Andererseits enthält die neue Richtlinie – allerdings unter sehr engen Voraussetzungen – Lockerungen bei den Umsetzungsfristen für die Grenzwerte für PM10, NO2 und Benzol. Schließlich werden bestimmte Orte benannt, an denen die Grenzwerte zum Schutz der menschlichen Gesundheit nicht eingehalten werden müssen (z. B. Industriegelände und Fahrbahnen).

## Ablösung durch Richtlinie 2024/2881
Die neue Richtlinie 2024/2881 über Luftqualität und saubere Luft für Europa wurde am 20. November 2024 im Amtsblatt der EU veröffentlicht und ist am 10. Dezember 2024 in Kraft getreten. Sie löst zwei bisher gültige Luftreinhalterichtlinien ab: Richtlinie 2004/107/EG über Arsen, Kadmium, Quecksilber, Nickel und polyzyklische aromatische Kohlenwasserstoffe und Richtlinie 2008/50/EG. Die Überarbeitung und Zusammenführung der beiden Richtlinien war integraler Bestandteil des EU-Aktionsplans zur Schadstofffreiheit von Luft, Wasser und Boden im Rahmen des European Green Deals. Die Mitgliedstaaten haben die Richtlinie bis spätestens zum 12. Dezember 2026 in nationales Recht umzusetzen. Wesentliche Neuerung sind neue und deutlich strengere Grenzwerte zum Schutz der menschlichen Gesundheit. Die neuen Grenzwerte sind bis zum 1. Januar 2030 zu erreichen.